# 엠파이어 남우조연상
엠파이어 남우조연상(영어: Empire Award for Best Supporting Actor)은 영국의 잡지 《엠파이어》에서 매년 주최하는 엠파이어상의 부문 중 하나로, 그 해 공개된 영화에서 조연을 맡은 가장 뛰어난 남자 배우에게 수여되는 상이다. 수상자는 《엠파이어》지 구독자들의 투표로 정해진다. 2014년 제19회 엠파이어 시상식 때 여우조연상과 같이 처음으로 수여되었으며, 첫 수상자는 《노예 12년》의 마이클 패스벤더였다.
2014년 제19회 엠파이어 시상식까지 총 1명의 배우에게 수여되었다.

## 수상자
수상자와 수상 작품을 굵은 글씨로 적고 그 밑에 다른 후보를 적는다.

### 2010년대
| 연도        | 배우            | 영화                       | 출처  |
| ----------- | --------------- | -------------------------- | ----- |
| 2014 (19회) | 마이클 패스벤더 | 《노예 12년》              | [ 1 ] |
| 2014 (19회) | 다니엘 브륄     | 《러시: 더 라이벌》        | [ 1 ] |
| 2014 (19회) | 리처드 아미티지 | 《호빗: 스마우그의 폐허》  | [ 1 ] |
| 2014 (19회) | 샘 클라플린     | 《헝거 게임: 캣칭 파이어》 | [ 1 ] |
| 2014 (19회) | 톰 히들스턴     | 《토르: 다크 월드》        | [ 1 ] |